# Minsk Arena
El Minsk Arena (en bielorruso: Мінск-Арэна) es un recinto cerrado multiusos ubicado en Minsk, capital de Bielorrusia. Es sede del equipo de hockey sobre hielo HC Dynamo Minsk y del BC Tsmoki-Minsk de baloncesto. 
El complejo cuenta con un área polideportiva y de entretenimiento para 15 000 espectadores, convirtiéndose en el recinto con mayor capacidad de público de los que pertenecen a la Kontinental Hockey League. También incluye un estadio de patinaje y un velódromo con capacidades de hasta 3000 y 2000 espectadores respectivamente. Su inauguración está programada para el 30 de enero de 2010, cuando se realice la segunda edición del All-Star Game de la KHL. Sin embargo, el Dynamo Minsk ya jugó su primer partido como local contra el Metallurg Magnitogorsk el pasado 14 de enero.

## Eventos futuros

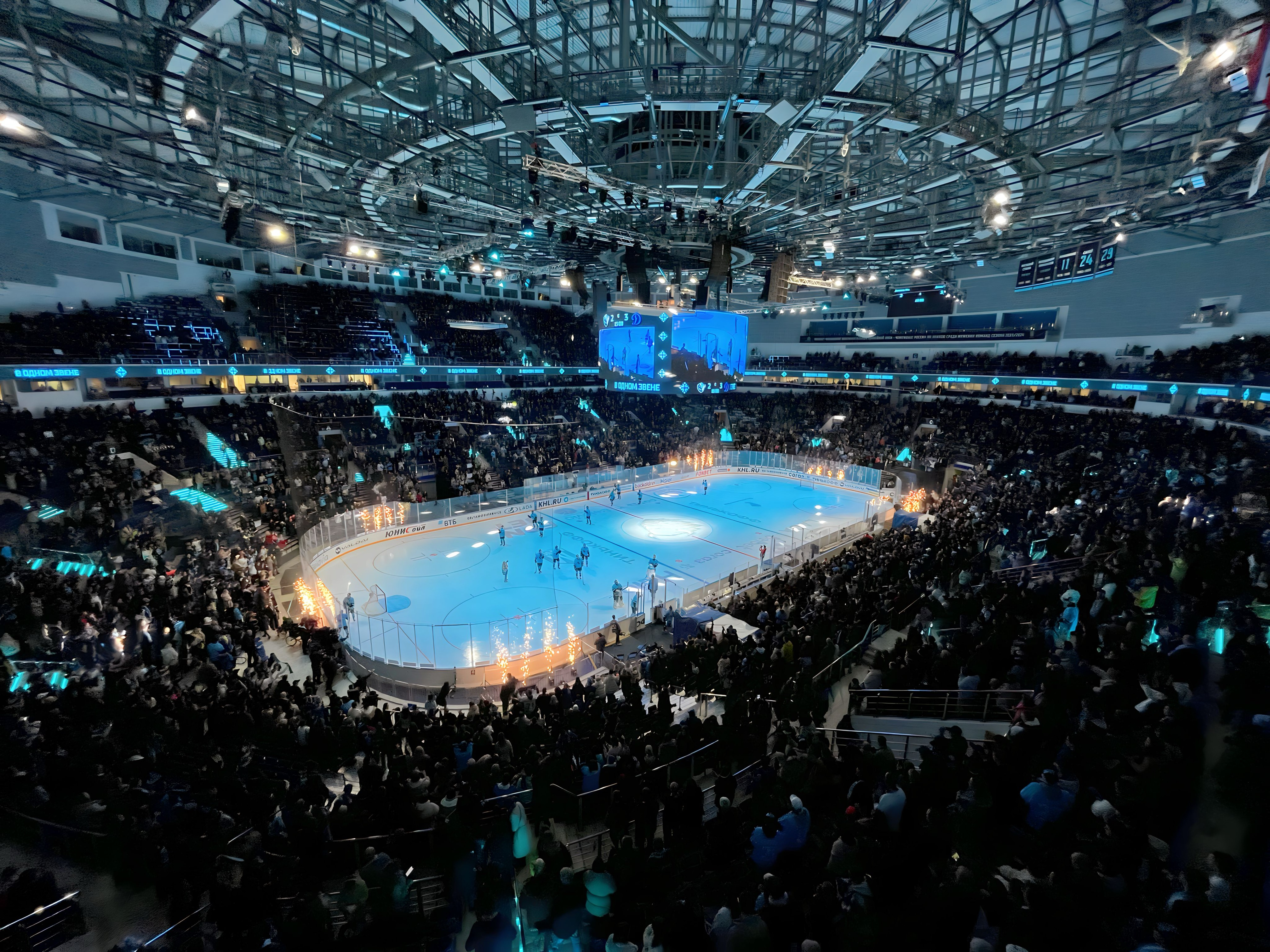
Minsk Arena

La Federación Internacional de Bandy decidió que el Minsk Arena albergará el campeonato mundial de la especialidad en 2012. También será una de las dos sedes que albergarán el Campeonato Mundial de Hockey sobre Hielo que se realizará en Bielorrusia el año 2014.  Además, fue la sede del Festival de Eurovisión Infantil 2010 y también la edición del 2018. También fue una de las sedes del mundial de fútbol de salón que se realizó en 2015, donde se jugó la Final.
La arena también podrá albergar conciertos u otros eventos masivos, como el que realizó Shakira en 2010 y el grupo Rammstein en marzo de 2010.